# Dušan Vasiljević
Dušan Vasiljević (srbskou cyrilicí Душан Васиљевић; * 7. května 1982 v Bělehradě) je srbský fotbalový záložník v současnosti hrající za maďarský klub Újpest FC.

## Fotbalová kariéra
Vasiljević začínal svou kariéru v bělehradském klubu FK Kolubara, odkud jako dvacetiletý odešel v roce 2002 do černohorské části země, kde hrál za místní FK Mogren. Tam se mu dařilo, vstřelil z pozice záložníka devět branek, ale klub skončil na sestupovém místě. Proto přestoupil opět do srbské části země do klubu Radnički Obrenovac, nováčka nejvyšší soutěže. Tam se ale do užšího kádru neprosadil, připsal si jen šest startů a po sezóně přestoupil do maďarského prvoligového klubu Békéscsaba. Ten ale v sezóně sestoupil, a proto Vasiljević opět měnil dres, v rámci Maďarska přestoupil do Rákóczi FC. Tam odehrál dvě sezóny, než si jej vyhlédla bundesligová Energie Cottbus. V Německu se však výrazněji neprosadil a v létě 2009 přestoupil jako volný hráč do týmu českého mistra SK Slavia Praha.
Půlroku na to se však s vedením týmu domluvil na ukončení smlouvy a jako volný hráč odešel do maďarského Újpest FC.